# Lophira lanceolata
Lophira lanceolata är en tvåhjärtbladig växtart som beskrevs av Van Tiegh.ex Keay. Lophira lanceolata ingår i släktet Lophira och familjen Ochnaceae. Inga underarter finns listade i Catalogue of Life.